# Jessica King
Pour les articles homonymes, voir King.
Jessica King (King) est une série télévisée canadienne en 21 épisodes de 42 minutes créée par Greg Spottiswood et Bernie Zukerman et diffusée entre le 17 avril 2011 et le 25 mai 2012 sur Showcase.
En France, la série est diffusée depuis le 6 mai 2012 sur Série Club puis à partir du 16 juillet 2013 sur M6 ; au Québec, depuis le 28 août 2012 sur Séries+, et en Belgique sur La Une.

## Synopsis
Jessica King est un officier de police chevronné promu à la tête d'une Unité spéciale (Task-force) de Toronto chargée d’enquêter sur des crimes graves, après que son prédécesseur a eu une altercation avec un cadreur de la télévision.
Avant d'obtenir cette promotion, elle avait été reléguée à la centrale d'appels de la police après avoir donné une entrevue à un journaliste disant que l'actuel chef de la Police de Toronto était corrompu. Elle avait donc été placée à ce poste comme punition et le nouveau chef de police a décidé de la réintégrer à la brigade criminelle comme chef de la Task Force.

## Distribution

### Acteurs principaux
- Amy Price-Francis (VF : Stéphanie Lafforgue) : Jessica King
- Gabriel Hogan (VF : Stéphane Pouplard) : Danny Sless
- Alan Van Sprang (VF : Tony Joudrier) : Derek Spears
- Tony Nardi (VF : Stefan Godin) : Peter Graci

### Acteurs secondaires
- Suzanne Coy (VF : Agnès Cirasse) : détective Eleni Demaris (saison 1)
- Zoe Doyle (VF : Valérie Nosrée) : détective MK Gordon (saison 1)
- Aaron Poole (en) (VF : Xavier Béja) : détective Jason Collier (saison 1)
- Rossif Sutherland (VF : Stanislas Forlani) : détective Pen Martin (saison 2)
- Karen Robinson (VF : Isabelle Leprince) : détective Ingrid Evans (saison 2)

 Source et légende : version française (VF) sur RS Doublage

## Épisodes

### Première saison (2011)
1. Embrasser le diable (Lori Gilbert)
2. Petits arrangements avec la loi (T-Bone)
3. Dans la toile (Amanda Jacobs)
4. Tous pour une (Eleni Demaris)
5. Le prédateur (Farah Eliot)
6. Jalousie (Ahmad Khan)
7. La loi du silence (Cameron Bell)
8. Le bon choix (Scout Winter)

### Deuxième saison (2012)
Le 31 mai 2011, Showcase a renouvelé la série pour une deuxième saison dont la diffusion a débuté le 29 février 2012.
1. En eaux troubles (Alina Minukte)
2. Poker mortel (Josh Simpson)
3. La famille d'abord (Jamila Karan)
4. Sous couverture (Charlene Francis)
5. Mauvais Karma (Sunil Sharma)
6. A cœur perdu (Freddy Boise)
7. Sur le ring (Jared and Stacey Cooper)
8. Thankgiving (Isabelle Toomey)
9. Contre-en-quête (Chris Harris)
10. Par Amour (Alicia Pratta)
11. Meurtre et vieilles dentelles (Justice Calvin Faulkner)
12. Jeu de dupes (Aurora O'Donnell)
13. La fin des illusions (Wendy Stetler)

## Commentaires
Le 4 juin 2012, Showcase a annoncé qu'elle ne commanderait pas de troisième saison.

## DVD
E1 Entertainment a mis en marché la première saison le 6 mars 2012.